# L'Odeur de la papaye verte
Pour plus de détails, voir Fiche technique et Distribution.
L'Odeur de la papaye verte (Mùi đu đủ xanh) est un film franco-vietnamien réalisé par Trần Anh Hùng sorti en 1993. 
Le film est distribué par Mars Distribution.

## Synopsis
Saïgon pendant les années 1950, une jeune domestique devient un membre important de la famille ruinée qui l'a embauchée.

## Fiche technique
- Titre : L'Odeur de la papaye verte
- Titre vietnamien : Mùi đu đủ xanh
- Réalisation : Trần Anh Hùng
- Scénario : Trần Anh Hùng
- Musique : Tôn-Thât Tiêt
- Photographie : Benoît Delhomme
- Costumes: Jean-Philippe Abril
- Montage : Nicole Dedieu et Jean-Pierre Roques
- Société de production : Les Productions Lazennec, La SFP Cinema, La Sept Cinéma et Canal+
- Société de distribution : MKL Distribution (France)
- Pays :  France et  Viêt Nam
- Genre : drame et romance
- Durée : 104 minutes
- Dates de sortie : 
  - France : 8 juin 1993

## Distribution
- Tran Nu Yên-Khê : Mui à 20 ans
- Man San Lu : Mui à 10 ans
- Thi Loc Truong : La mère
- Anh Hoa Nguyen : La vieille Ti
- Hoa Hoi Vuong : Khuyen
- Ngoc Trung Tran : Le père
- Vantha Talisman : Thu
- Keo Souvannavong : Trung
- Van Oanh Nguyen : Mr. Thuan
- Gérard Neth : Tin
- Nhat Do : Lam
- Thi Hai Vo : La grand-mère
- Thi Thanh Tra Nguyen : Mai
- Huy Lâm Bui : Le médecin
- Xuan Thu Nguyen : L'antiquaire

## Distinctions
- Ce long métrage a reçu en 1991 le prix d'Aide à la Création de la Fondation Gan pour le Cinéma.
- Présenté dans la section Un certain regard, le film remporte la Caméra d'or et le Prix de la jeunesse au Festival de Cannes 1993.
- Le film est nommé pour l'Oscar du meilleur film en langue étrangère et remporte le César du meilleur premier film en 1994[1].

## Autour du film
- Le film a entièrement été tourné en studio à Bry-sur-Marne où ont été reconstituées une rue de Saïgon et une maison aux portes coulissantes[2].